# Onega (fiume)
La Onega è un fiume della Russia europea settentrionale (Oblast' di Arcangelo), tributario del mar Bianco.
Nasce dal lago Lača, all'estremità sudoccidentale della oblast' di Arcangelo nei pressi della città di Kargopol'; scorre per tutto il percorso in una regione bassa e coperta di foreste di conifere, in alcuni tratti paludosa, ricevendo gli affluenti Kena, Iksa e Koža da sinistra, Vološka, Moša, Kodina e Mud'juga da destra.
A circa 75 km dalla foce si divide in due rami, chiamati Bol'šaja (grande) Onega e Malaja (piccola) Onega, che si ricongiungono più a valle formando una vasta isola fluviale. Sfocia con un piccolo delta nel mar Bianco, in un'ampia insenatura (baia dell'Onega) che ha preso il nome dal fiume.
La Onega ha un regime simile a quello di quasi tutti i fiumi russi: gelata in media da novembre ad aprile inoltrato o maggio, manifesta i periodi di magra verso la fine dell'inverno (la portata minima mensile si registra in marzo); le piene sono tardo primaverili ed estive, quando il livello delle acque sale di diversi metri e le portate medie, alla foce, possono superare i 4.500 m³/s (media annuale intorno ai 500).
La maggiore città che incontra nel suo corso è l'agglomerato di Onega, situato nei pressi della foce. Il fiume è navigabile in certi punti del suo corso, non interessati da rapide; viene inoltre usato per la fluitazione del legname.